# Lennebergwald
Koordinaten: 50° 0′ 36″ N, 8° 10′ 29″ O

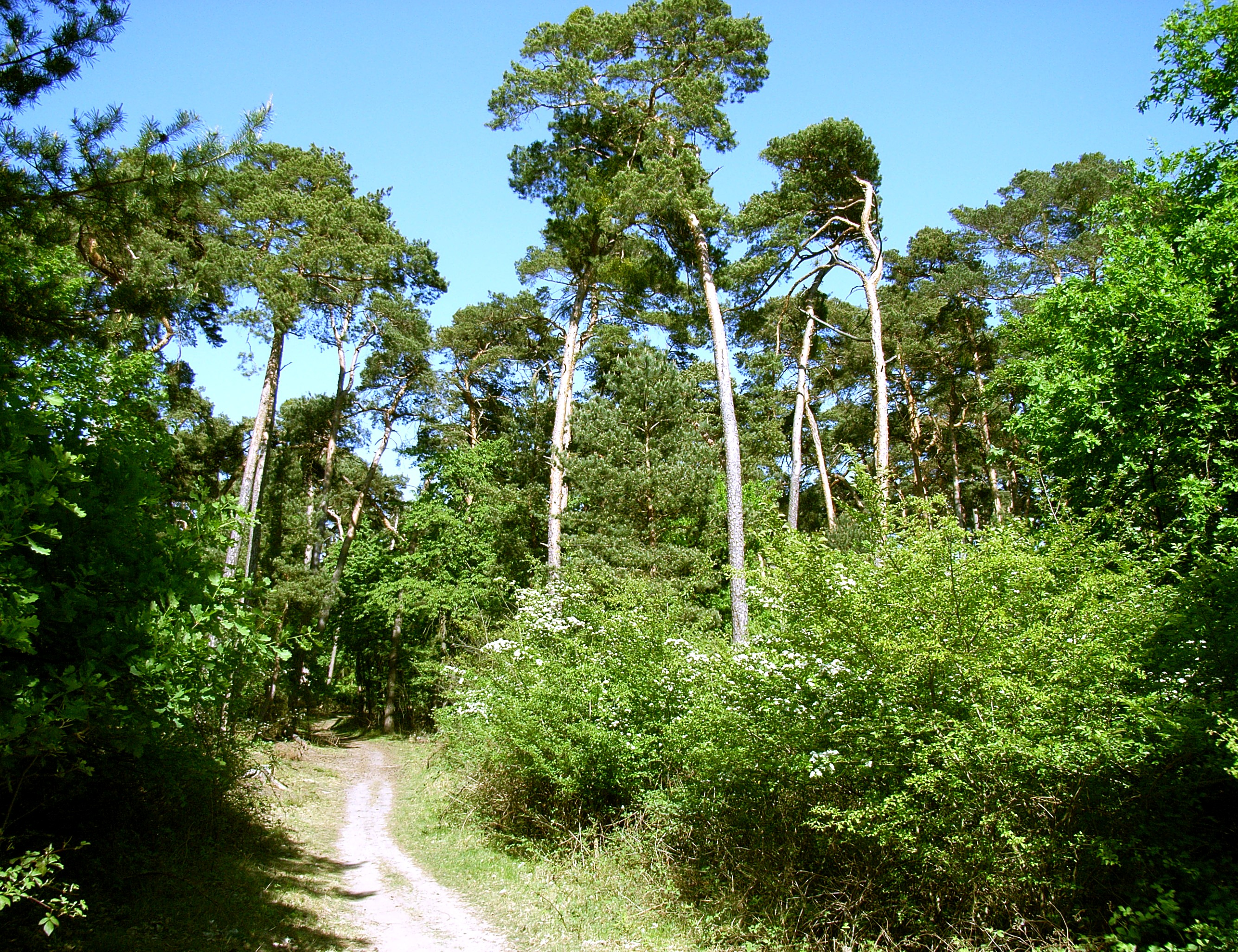
Lennebergwald bei Uhlerborn

Als Lennebergwald oder Gonsenheimer Wald wird ein circa 700 Hektar großes, unter Naturschutz stehendes Waldgebiet in Rheinhessen bezeichnet, das sich zwischen den Mainzer Stadtteilen Finthen, Gonsenheim, der Gemeinde Budenheim und dem Ortsteil Uhlerborn der Stadt Ingelheim am Rhein erstreckt. Der größte Teil des Waldes liegt innerhalb der Budenheimer Gemarkung.
Charakteristisch für den Lennebergwald ist sein sehr trockener, sandiger Boden sowie eine hohe Bodentemperatur. Dadurch bedingt findet man hier vornehmlich Kiefern und Eichen sowie eine Trockenrasenflora wie im angrenzenden vielfältigen Naturschutzgebiet Großer Sand.
Große Bedeutung hat der Gonsenheimer Wald unter dem Aspekt der Ökologie sowie als Naherholungsgebiet für Jogger, Nordic Walker, Mountainbiker und Spaziergänger, die zu Hunderttausenden jährlich die zahlreichen ausgezeichneten Wanderwege nutzen. Im Lennebergwald befinden sich mehrere Kulturdenkmäler Budenheims, wie das Schloss Waldthausen, die Alte St.-Wendelinus-Kapelle, der Lennebergturm (ein Aussichtsturm im neugotischen Stil mit Treppenturm, 1878–1880 von Philipp Johann Berdellé), die Neue St.-Wendelinus-Kapelle (neugotischer Bruchsteinsaal, 1862–1866) sowie die Wasserbehälter Budenheim (Jugendstil-Rundbau, inschriftlich datiert 1907, Architekt Wilhelm Lenz) und Gonsenheim (Jugendstilbau, inschriftlich datiert 1909, ebenfalls von Wilhelm Lenz). Am Rand des Waldes befindet sich mit der Vierzehn-Nothelfer-Kapelle ein weiteres, bereits zu Mainz-Gonsenheim gehörendes Kulturdenkmal.

## Folgen des Klimawandels und Gegenmaßnahmen
Mit seinen in vielen Bereichen sandigen Böden ist der Lennebergwald besonders anfällig für Trockenheit, die mit dem Klimawandel einhergeht, zahlreiche abgestorbene Kiefern zeigen das an. Aber auch auf eigentlich gut wasserspeichernden Kalklehmböden habe ein „massives Baumsterben unserer heimischen Buchen, Ahorne und Eichen eingesetzt“, so der Revierförster Steffan Dorschel 2020. „Wir nehmen an, dass die in den Jahren 2018 bis 2020 fehlenden Niederschläge Ursache dafür sind.“ Weil herabfallende abgestorbene oder absterbende Äste Waldbesucher in Lebensgefahr brächten, ließ das Forstamt Rheinhessen betroffene Wege für den Publikumsverkehr sperren.
Revierförster Stefan Dorschel führte im Sommer 2022 aus. „Der Klimawandel verlangt nach neuen Konzepten und auch nach Experimenten. Die vor 50-70 Jahren gepflanzten Kiefermonokulturen haben keine Zukunft. Eine Chance, den [...] so wichtigen Lennebergwald zu erhalten, liegt im Zulassen und aktiven Herstellen von Vielfalt in jeglicher Hinsicht. Vielfalt von unterschiedlichen Lebensräumen durch unterschiedliche Bearbeitung und Vielfalt in der Auswahl der Baumarten.“ Deshalb werden Setzlinge von trockenresistenten Baumarten hinter Gattern, die vor Verbiss schützen sollen, gepflanzt. Es sind Bäume wie Eichen mit ihren tiefreichenden Pfahlwurzeln, die weiter hier wachsen sollen, und typische rheinhessische Baumarten wie Elsbeere und Speierling, sowie heimische Bäume wie Esskastanien und Winterlinden. Von der Waldkiefer würden nur Sämlinge der besonders widerstandsfähigen und gebietsheimischen „Mainzer Sand-Kiefer“ nachgepflanzt. Punktuell gäbe es Experimente mit mediterranen Bäumen, das Hauptaugenmerk liege aber auf einheimischen Baumarten, so Dorschel. Große Bereiche des Lennebergwaldes werden inzwischen der natürlichen Entwicklung überlassen. Botanische Raritäten wie die Sandlotwurz und auch Orchideen wie die Bocksriemenzunge seien dort zu sehen.

## Weitere Gefährdungen und Chancen
Besondere und akute Gefährdungen für den Lennebergwald  sieht Dorschel in dem geplanten sechsspurigen Ausbau der A 643 und in einer geplanten gewerblichen Großreitanlage in Uhlerborn. Eine Chance sieht der Revierförster in einer möglichen schrittweisen Verbindung mittels „Trittstein-Biotopen“ des Lennebergwaldes mit dem Ober-Olmer Wald.